# Bismil
Bismil (Bîstmal en kurde) est une ville et un district de la province de Diyarbakır dans la région de l'Anatolie du sud-est en Turquie.

## Galerie

Images de Bismil
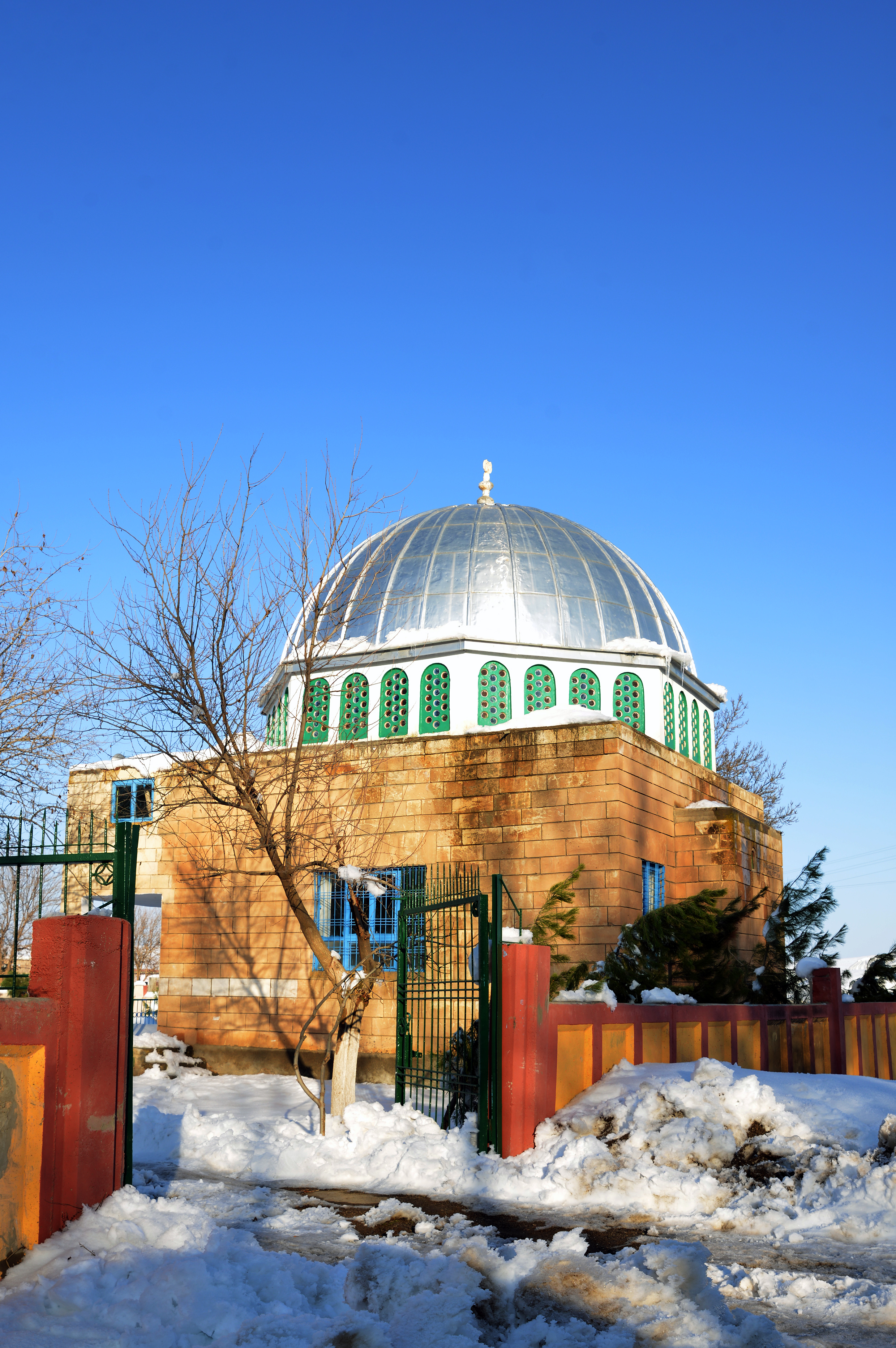
Mosquée d'Aktepe
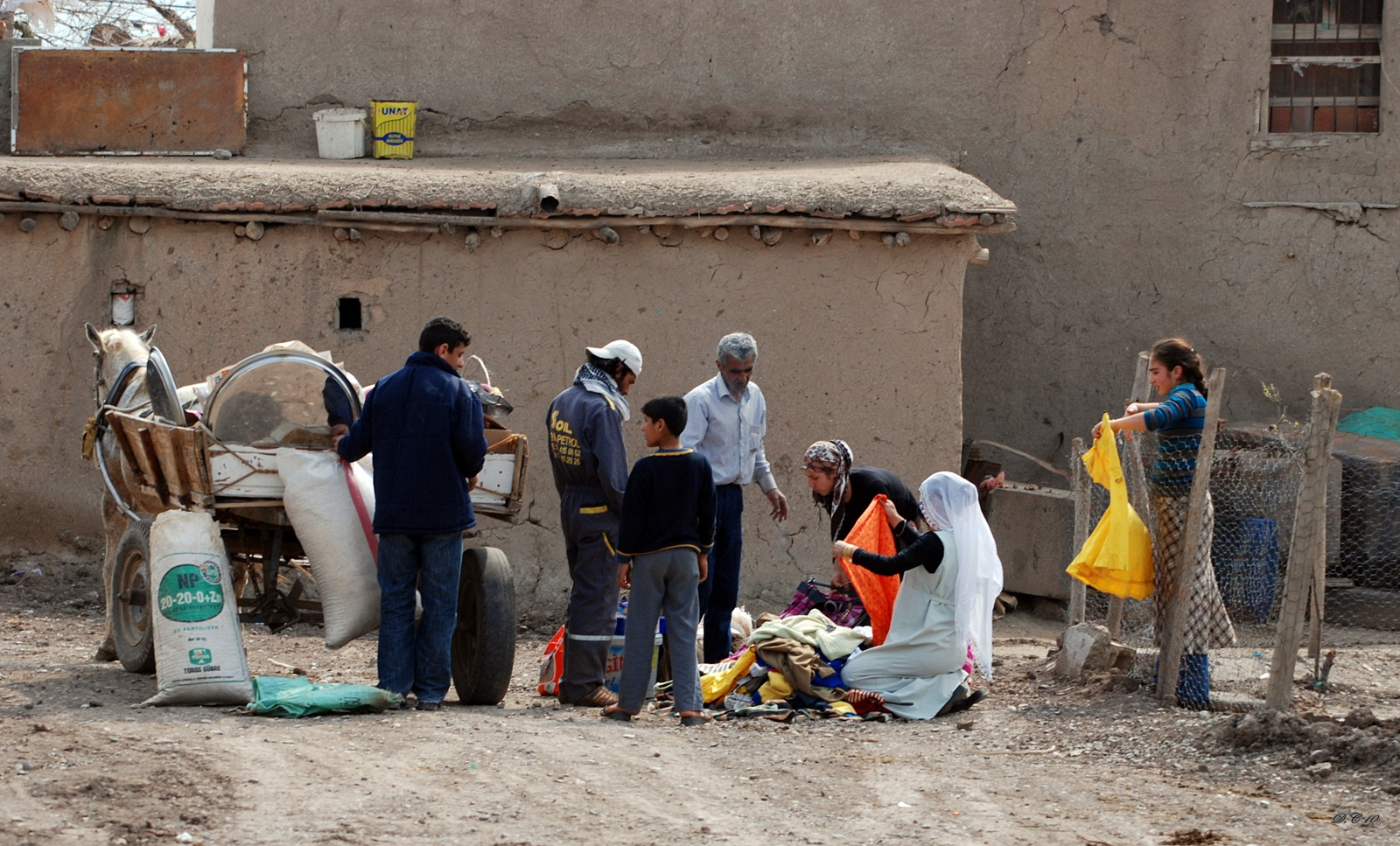
Marché forain à Darlo
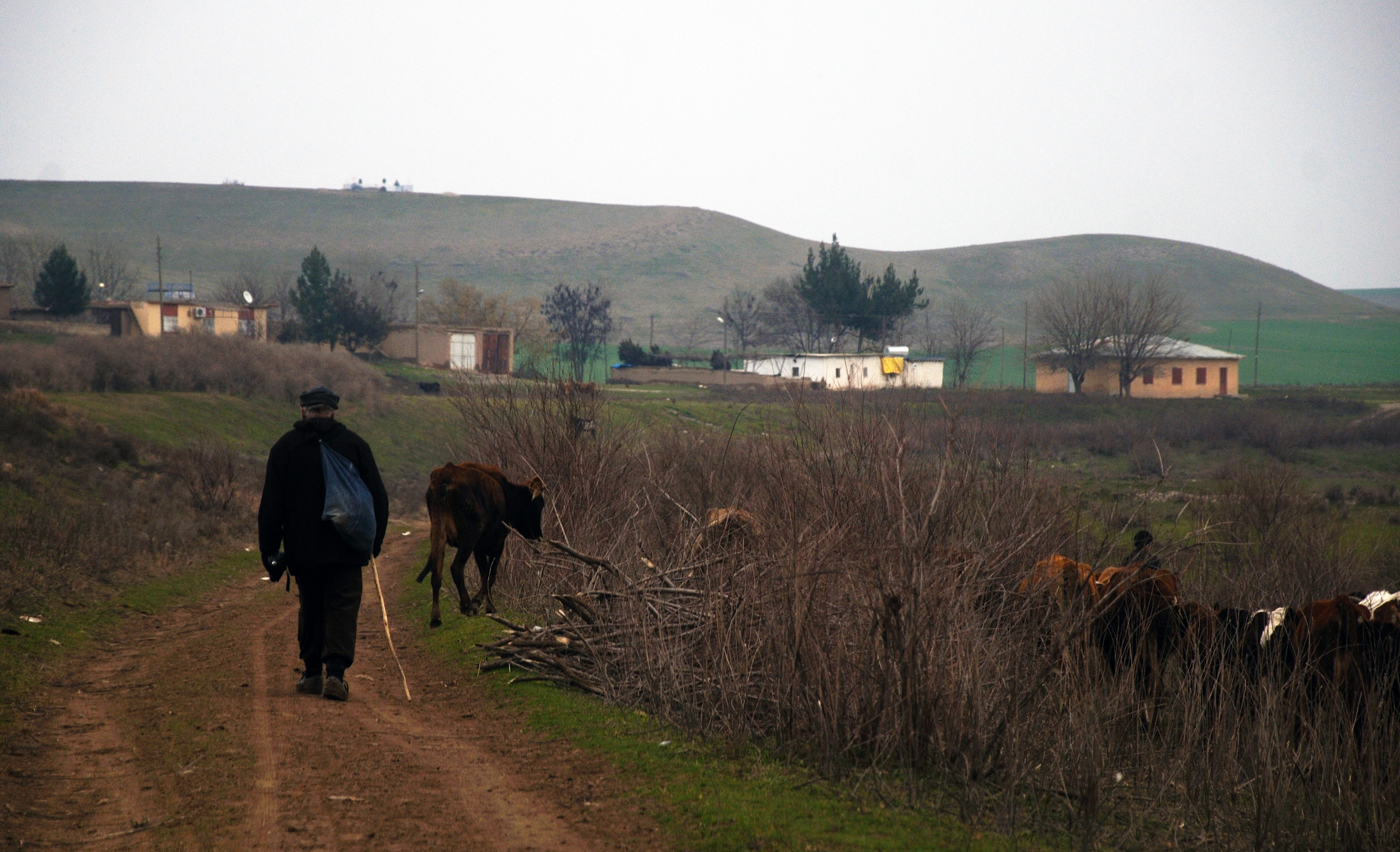
Un paysan et son bétail à Cirêfê
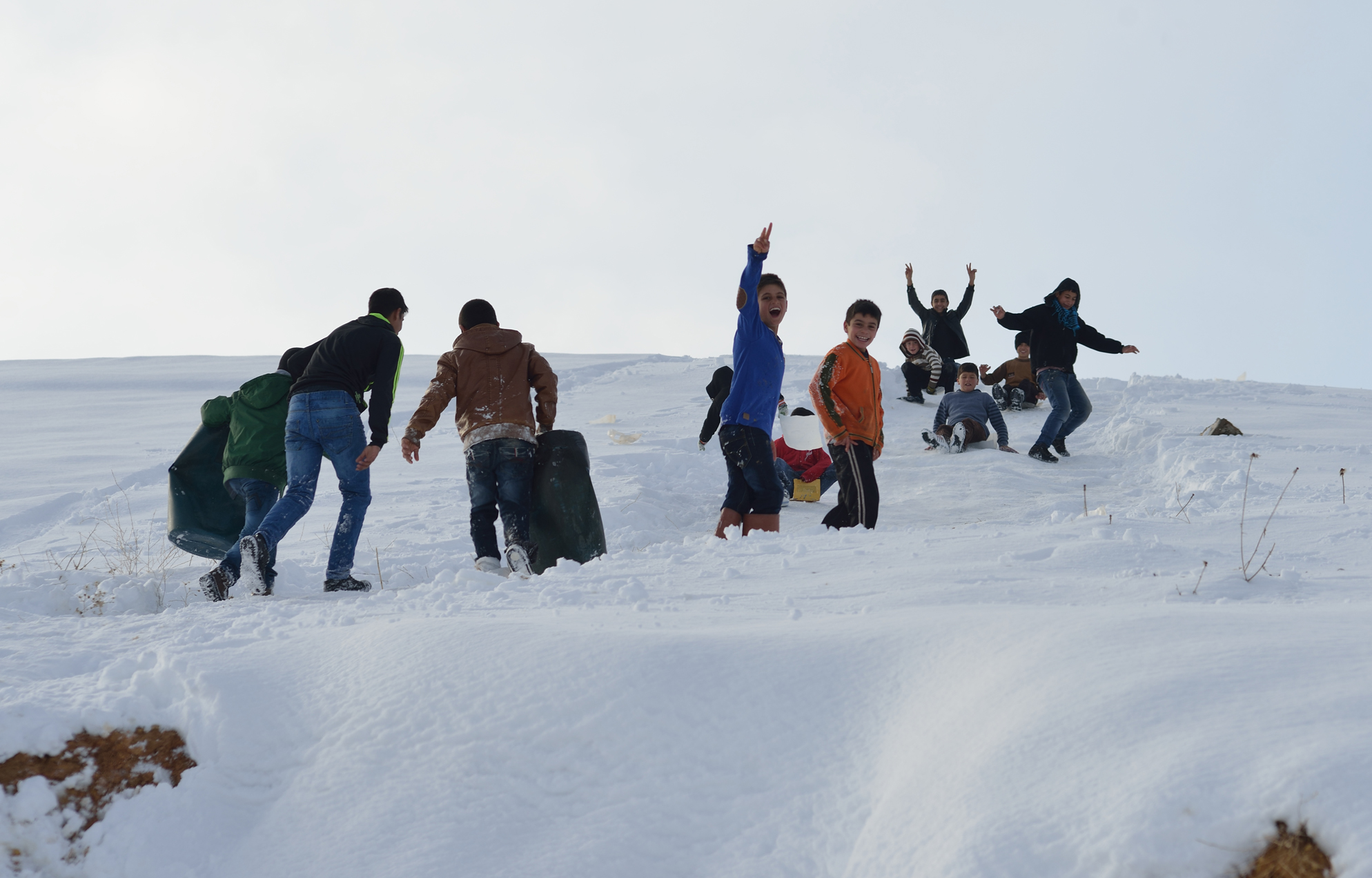
Enfants dans la neige près de Bismil